# Huayang Jingyingsuo (bondby i Kina, Heilongjiang Sheng, lat 47,06, long 129,52)
Huayang Jingyingsuo (kinesiska: 桦阳经营所) är en bondby i Kina. Den ligger i provinsen Heilongjiang, i den nordöstra delen av landet, omkring 260 kilometer nordost om provinshuvudstaden Harbin. Antalet invånare är 808. Befolkningen består av 406 kvinnor och 402 män. Barn under 15 år utgör 7,0 %, vuxna 15-64 år 78 %, och äldre över 65 år 13,0 %.
Runt Huayang Jingyingsuo är det ganska glesbefolkat, med 40 invånare per kvadratkilometer. Närmaste större samhälle är Chenming, 9,3 km söder om Huayang Jingyingsuo. I omgivningarna runt Huayang Jingyingsuo växer i huvudsak blandskog.
Genomsnittlig årsnederbörd är 1 032 millimeter. Den regnigaste månaden är juli, med i genomsnitt 231 mm nederbörd, och den torraste är januari, med 8 mm nederbörd.